# Stenopterygia firmivena
Stenopterygia firmivena är en fjärilsart som beskrevs av Louis Beethoven Prout 1927. Stenopterygia firmivena ingår i släktet Stenopterygia och familjen nattflyn. Inga underarter finns listade i Catalogue of Life.